# SUNDAY NIGHT FEVER
『SUNDAY NIGHT FEVER』（サンデーナイトフィーバー）は、JFNC制作で2008年10月5日から2010年3月28日まで放送されていたラジオ番組。JFN系全国ネットで、毎週日曜20:00〜21:55に放送されていた。

## 概要
- 一週間に起こった出来事や音楽、芸能、スポーツなどの話題を軽快なトークで送る。番組は生放送で開始当初は1時間番組であった。2008年10月からは2時間番組に拡大したが、地域によっては20:00〜20:55までの55分間番組。

## パーソナリティ
- 菊地浬
- ザブングル
  - 松尾陽介
  - 加藤歩

## コーナー一覧

### 20時台
Check The 7days
この1週間に起こった出来事を振り返る。各ニュースは加藤が「カチッ！」で評価する（最高3カチ）。大沢親分の「喝っ!」にヒントを得ている。
ライブレポート
相越久枝によるライブ参戦レポ。その後にレポートで取り上げたアーティストの曲を1曲かける。
加藤歩のお悩メールLOVE!
リスナーからのお悩みに加藤が回答する。解決できていないような時も、加藤は無理やり「解決!」で締めることがある。また、電話番号を書いてきたリスナーに生電話をつなげることもある。

### 21時台
松尾陽介の熱球宣言2009!
毎月最終週を除く。
松尾が独自の目線で野球を解説。選手に的をしぼることが多い。毎月最終週は「加藤歩の熱○宣言2009!」を放送する。
加藤歩の熱○宣言2009!
毎月最終週のみ。
日曜日のエンターテイメント劇場
リスナー参加型のネタコーナー。基本的にお題は「大喜利／ショートコント／あいうえお作文／すべらない話・クスッとする話」のローテーション。リスナーからのネタをいくつか読んだ後、加藤が模範解答をすることが多い。
浬の200海里セレクション!
菊地がおススメするアーティスト・楽曲を紹介する。
Sunday Moon 徳永
松尾が尊敬してやまないアーティスト・徳永英明を熱く語る。コーナーのBGMは「レイニーブルー」と「Wednesday Moon」。コーナー後ろでは必ず徳永英明の曲がかかる。

## 以前あったコーナー
加藤歩のハンドボールLOVE!
加藤がハンドボールについて語るコーナー。加藤が、知識としてのハンドボールを良く分からなかったため、毎回ふわふわした内容だった。
のぞきみお金持ち!
海外セレブのニュースを扱うコーナー。
日曜日のショートコント劇場!
菊地と加藤が、リスナーから送られてきたショートコントをするコーナー。二人のコンビ名も募ったがなかなか決まらず保留にしていた。結局コンビ名はそこから取り「保留ズ」になる。「日曜日のエンターテイメント劇場」に発展。

## 備考
- 2008年10月26日の放送では、腐男塾がゲストで出演した。
- 2008年11月16日の放送では、ザブングルがM-1予選に出場する関係で20:30からの出演となった。
- 加藤のハンドボール・ネットワークの力でハンドボール選手をゲストに呼んだこともある。2008年12月7日には高崎電機から内田雄士を、2009年2月1日には日本大学ハンドボール部キャプテン（当時）の大畑俊輔を招いた。
- 2009年8月30日の放送では、ザブングルが名古屋にいたため、ロッチが代役を務めた。ザブングルは21時台に電話で出演した。
- その放送では、同じ現場にいたことから青木さやか・ギャル曽根・栗木くん（マネージャー）も電話で出演した。
- 菊地と加藤のコンビ名は一度「かりんとう」に決まったが、同名のお笑いコンビがいることが発覚したため再び募集することになった。
- 2009年9月20日の放送で、加藤が以前から話に出ている彼女と入籍したことを発表した。

## ネット局

### 20時台・21時台
- FMぐんま（第1週目は21時台休止）
- FM-NAGANO（20時台特番時休止）
- FM FUKUI（20時台特番時休止）
- radio CUBE FM三重（〜21:30）
- e-radio
- V-air
- FMY
- Hi-Six

各局20:55にニュースが入り中断する。

### 20時台のみ
- FM青森（初期の半年は21時台も放送していた、特番時休止）
- FM岩手（特番時休止）
- Boy-FM
- ふくしまFM
- RADIO BERRY
- HELLO FIVE
- FM OKAYAMA（特番時休止）
- FM徳島（特番時休止）
- Air-Radio
- FMS
- μ FM